# Université de l'État de Santa Catarina
Ne doit pas être confondu avec Université fédérale de Santa Catarina.
L'université de l'État de Santa Catarina (Universidade do Estado de Santa Catarina ou UDESC) est une université brésilienne dont le siège se situe à Florianópolis, capitale de l'État de Santa Catarina. 
Institution publique, rattachée à l'État de Santa Catarina, elle offre un enseignement gratuit et est reconnue parmi les meilleures universités d'État du Brésil.